# (100934) Marthanussbaum
(100934) Marthanussbaum est un astéroïde de la ceinture principale.

## Description
(100934) Marthanussbaum est un astéroïde de la ceinture principale. Il fut découvert le 28 juin 1998 à La Silla par Eric Walter Elst. Il présente une orbite caractérisée par un demi-grand axe de 2,39 UA, une excentricité de 0,17 et une inclinaison de 3,5° par rapport à l'écliptique.
Il est nommé d'après la philosophe américaine Martha Nussbaum.